# 南科駅
南科駅（なんかえき）は、台湾台南市新市区にある台湾鉄路管理局縦貫線の駅。台湾初のソーラーパネルを導入する駅。台鉄捷運化により南科駅の設置計画があり、台湾ランタンフェスティバルのため臨時駅として先行開業した。その後は一度閉鎖、駅舎建設とホームの改善を行い、常設駅に昇格させた。

## 歴史
- 2008年
  - 1月18日 - ホーム起工式
  - 2月19日 - 台南県政府の試乗[4]
  - 2月20日 - 臨時駅開業[5]。
  - 3月3日 - 一度閉鎖[5]。
- 2010年7月14日 - 常設駅として再開業[3]。

## 駅構造

### 臨時駅時期
- 陸橋の下にある相対式ホーム2面2線の地上駅である。形鋼で組んだ構造の上に鋼板を敷いたホームがある。
- 駅舎、待合室、便所、駅構内の跨線橋はない。渡る場合は一度駅の外に出て陸橋を渡る必要がある。

### 常設駅時期
- 相対式ホーム2面2線の地上駅 (橋上駅)。

## 利用状況
| 年   | 年間    | 年間    | 年間     | 年間   | 日平均 | 日平均 |
| 年   | 乗車    | 下車    | 乗降車計 | 出典   | 乗車   | 乗降車 |
| ---- | ------- | ------- | -------- | ------ | ------ | ------ |
| 2010 | 75,629  | 70,227  | 145,856  | [ 6 ]  | 442    | 853    |
| 2011 | 255,164 | 251,731 | 506,895  | [ 7 ]  | 699    | 1,389  |
| 2012 | 341,088 | 333,864 | 674,952  | [ 8 ]  | 932    | 1,844  |
| 2013 | 384,952 | 378,946 | 763,898  | [ 9 ]  | 1,055  | 2,093  |
| 2014 | 439,443 | 429,637 | 869,080  | [ 10 ] | 1,204  | 2,381  |
| 2015 | 453,530 | 441,561 | 895,091  | [ 11 ] | 1,243  | 2,452  |
| 2016 | 455,182 | 437,078 | 892,260  | [ 12 ] | 1,244  | 2,438  |
| 2017 | 457,388 | 439,210 | 896,598  | [ 13 ] | 1,253  | 2,456  |
| 2018 | 484,634 | 461,881 | 946,515  | [ 14 ] | 1,328  | 2,593  |
| 2019 | 505,323 | 456,038 | 961,361  | [ 15 ] | 1,384  | 2,634  |
| 2020 | 468,564 | 435,648 | 904,212  | [ 16 ] | 1,280  | 2,471  |
| 2021 | 372,296 | 343,624 | 715,920  | [ 17 ] | 1,020  | 1,961  |

## 駅周辺
- 南部科学園区（中国語版）台南園区(台南サイエンスパーク) - 西1km、駅名の由来
- 全聯福利中心 善化善新店（スーパーマーケット）
- アジア蔬菜研究開発センター
- 2008年台湾ランタンフェスティバル開催会場

## 隣の駅
台湾鉄路管理局
縦貫線南段
善化駅 - 南科駅 - 新市駅